# دین سیمونتون
دین سیمونتون (انگلیسی: Dean Simonton؛ زادهٔ ۲۷ ژانویهٔ ۱۹۴۸) دانشمند در زمینه روان‌شناسی اهل ایالات متحده آمریکا است. بازنشستگی افتخاری مستقر در دیویس، کالیفرنیا، وابسته به دپارتمان روان‌شناسی در دانشگاه کالیفرنیا، دانشگاه کالیفرنیا (دیویس). سیمونتون به دلیل تحقیقاتش در زمینه‌های نبوغ، خلاقیت، رهبری و زیبایی‌شناسی شناخته می‌شود. کارهای او بر عوامل شناختی، شخصی، رشدی، اجتماعی و فرهنگی که به برجستگی، استعداد، و استعداد در حوزه‌های مختلف مانند علم، فلسفه، ادبیات، موسیقی، هنر، سینما، سیاست و جنگ کمک می‌کنند، تمرکز دارد.
او بیش از ۵۵۰ نشریه از جمله ۱۴ کتاب دارد. یکی از کتاب‌های او به نام ریشه‌های نابغه: دیدگاه داروینی در مورد خلاقیت برنده جایزه کتاب ویلیام جیمز شد.